# Maria Pia Conte
Maria Pia Conte (eigentlich Maria Pia Vaccarezza; * 10. März 1944 in Lavagna) ist eine italienische Schauspielerin.

## Leben
Conte, Tochter eines Schreiners, lebte zunächst in Sestri Levante, bevor sie zum Studium Klassischen Tanzes nach Genua zog. Bald trat sie in einigen Fotoromanen auf, besuchte das Centro Sperimentale di Cinematografia, schloss dieses mit Diplom 1962 ab und begann ihre Filmkarriere 1964; allerdings war sie bereits 1954 in einer Kinderrolle zu sehen gewesen. Oft wurde sie als „Naive“ besetzt und spielte diese Rolle in zahlreichen Genrewerken, darunter Italowestern der zweiten Kategorie und Abenteuerfilmen. In den späten 1970er Jahren gab sie ihre Schauspielkarriere nach einer Reihe von „Sexy Comedies“ nach fünfzehn Jahren auf. Ein Pseudonym Contes, die sehr gelegentlich auch Synchronarbeiten übernahm, war Mary P. Count. Mit Tutti gli uomini del re steht auch eine einsame Theaterrolle in ihrer Schaffensliste.

## Filmografie (Auswahl)
- 1954: Tripoli, bel suol d’amore
- 1964: Delitto allo specchio
- 1964: Die sieben Rachen des Adlers (Simbad contro i sette saraceni)
- 1964: Spartacus, der Held mit der eisernen Faust (Il colosso di Roma)
- 1965: Cinco pistolas de Texas
- 1965: Der Killer der sündigen Mädchen (Le notti della violenza)
- 1965: Orion-3000 – Raumfahrt des Grauens (Il pianeta errante)
- 1966: Dämonen aus dem All (La morte viene dal pianeta Aydin)
- 1966: Dinamita Jim
- 1968: Sartana – Bete um Deinen Tod (…Se incontri Sartana prega per la tua morte)
- 1969: Im Labyrinth der Sexualität (Nel labirinto del sesso)
- 1969: Der Mann, der mir gefällt (Un homme qui me plaît)
- 1969: Die nackte Bovary
- 1969: La última aventura del Zorro
- 1970: Dein Leben ist keinen Dollar wert (Veinte pasos para la muerte)
- 1970: Gold Warriors (Sti mahi tis Kritis)
- 1970: Schach der Mafia (Scacco alla Mafia)
- 1971: Die Rückkehr der stärksten Gladiatoren der Welt (Il ritorno del gladiatore più forte del mondo)
- 1972: Una bala marcada
- 1972: Los buitres cavarán tu fosa
- 1972: Totenkopf auf weißen Segeln (La rebelión de los bucaneros)
- 1973: Tödlicher Hass (Tony Arzenta)
- 1973: Der Totenchor der Knochenmänner (La orgía de los muertos)
- 1974: Frauen im Zuchthaus (Prigione di donne)
- 1974: Ein Leben lang (Toute une vie)
- 1974: Spasmo (Spasmo)
- 1975: Der Divisionstrottel (Il sergente Rompiglioni diventa… caporale)
- 1975: Verführung einer Nonne (La novizia)
- 1977: Kidnapping… Ein Tag der Gewalt (Operazione Kappa: sparate a vista)
- 1978: La moglie siciliana